# Haploniscus rostratus
Haploniscus rostratus är en kräftdjursart som först beskrevs av Menzies 1962.  Haploniscus rostratus ingår i släktet Haploniscus och familjen Haploniscidae. Inga underarter finns listade i Catalogue of Life.